# NGC 5135
NGC 5135 ist eine Balken-Spiralgalaxie mit aktivem Galaxienkern vom Hubble-Typ SBab im Sternbild Hydra südlich der Ekliptik. Sie ist schätzungsweise 177 Millionen Lichtjahre von der Milchstraße entfernt und hat einen Durchmesser von etwa 95.000 Lichtjahren.

Im selben Himmelsareal befinden sich die Galaxien NGC 5124, NGC 5126, NGC 5150, IC 4248.
Das Objekt wurde am 8. Mai 1834 von dem Astronomen John Herschel mithilfe eines 18,7 Zoll-Spiegelteleskops entdeckt.

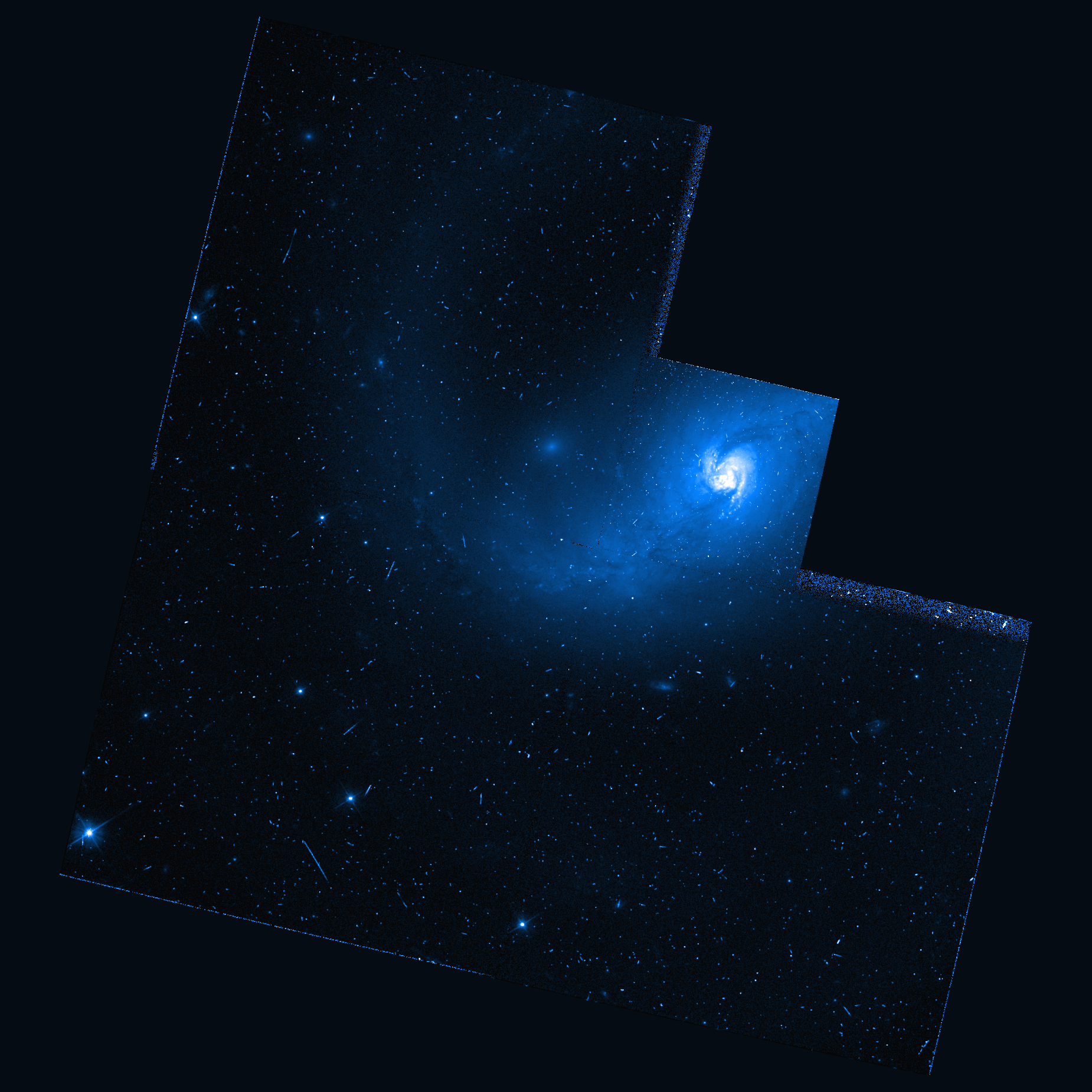
Hochaufgelöste Aufnahme der Spiralgalaxie NGC 5135, erstellt mithilfe des Hubble-Weltraumteleskops.